# Parmesanmesser

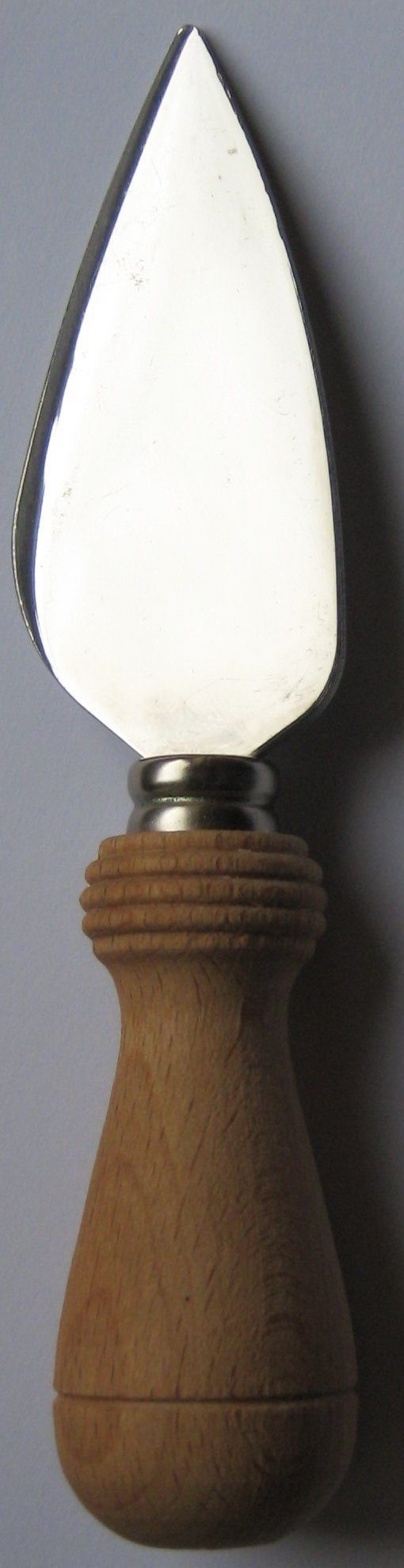
Parmesanmesser

Ein Parmesanmesser ist eine besondere Form des Käsemessers. Obgleich es bisweilen eine Schneide hat, dient es nicht dem Schneiden, sondern dem Spalten und Herausbrechen von Käsestücken aus einem großen Parmesanstück.
Das Parmesanmesser hat einen rundlichen Knauf; die Klinge ist kompakt, fast dreieckig. Das Parmesanmesser ist gut geeignet, um in einen Laib oder ein großes Stück harten Parmesan oder Grana padano hineinzubohren und mundgerechte Stücke herauszubrechen.